# Francis Huster

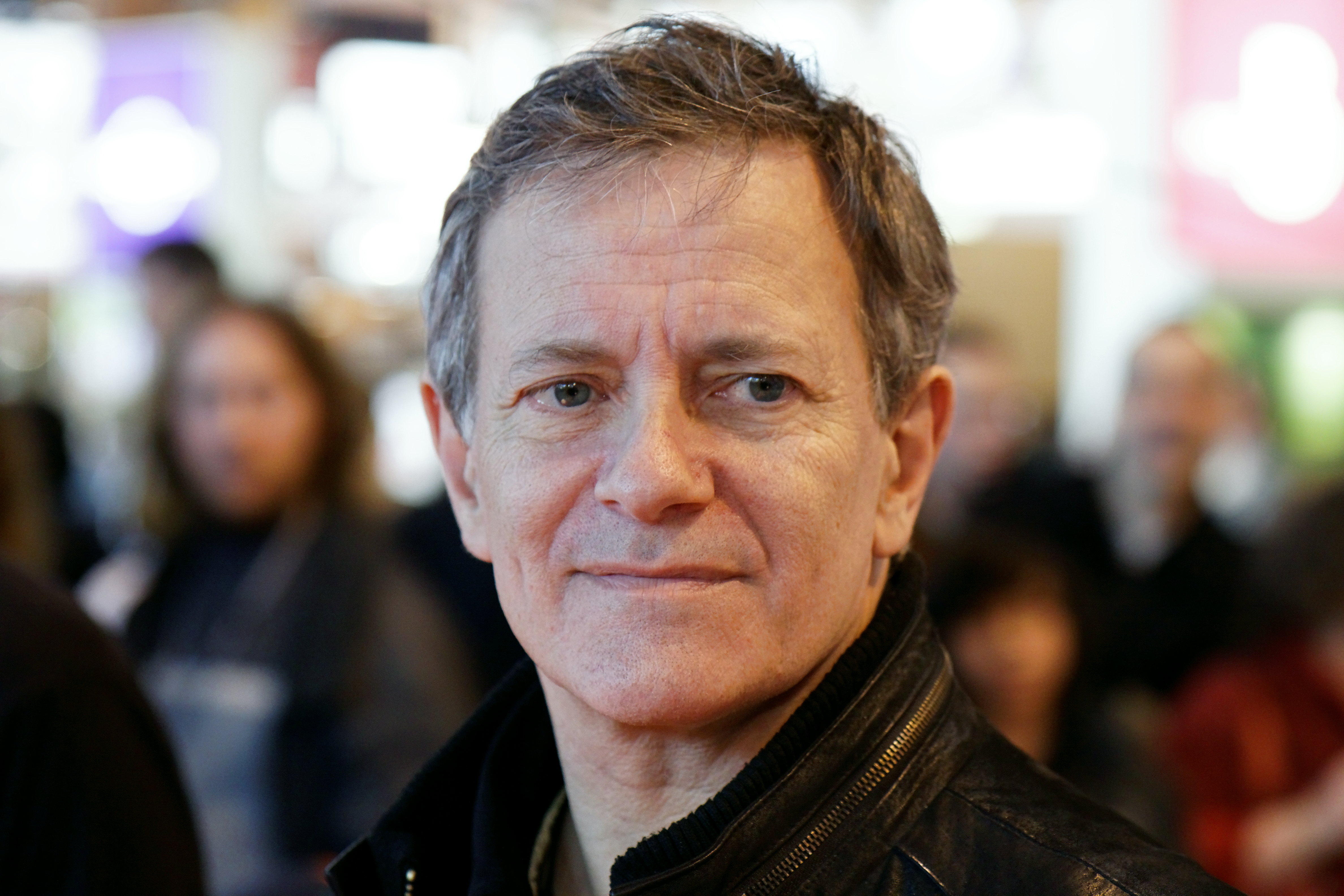
Francis Huster (2011)

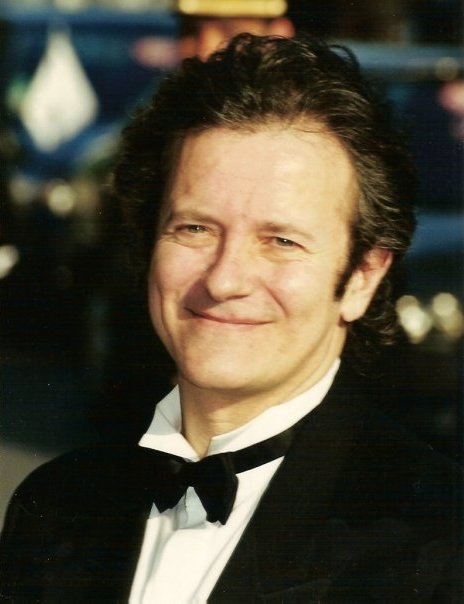
Francis Huster (2001)

Francis Huster (* 8. Dezember 1947 in Neuilly-sur-Seine) ist ein französischer Schauspieler und Filmregisseur.

## Leben
Nach seiner Ausbildung zum Schauspieler wurde Huster 1971 zum Sociétaire de la Comédie-Française. Dort wurde er ein renommierter Theaterschauspieler, vornehmlich in Stücken Molières, unter anderem aber auch in der Darstellung von Alfred de Mussets Lorenzaccio. Bald machte Huster sich zudem als Theaterregisseur einen Namen und war darüber hinaus bis 1992 als Schauspiellehrer am Cours Florent tätig.
Im Film musste er sich längere Zeit mit Nebenrollen begnügen. Erst 1983 schaffte er in Die öffentliche Frau seinen Durchbruch als Filmschauspieler. Huster wird häufig als Interpret von schwierigen, komplizierten Charakteren eingesetzt.
Huster ist mit der italo-brasilianischen Schauspielerin Cristiana Reali verheiratet, mit der er zwei gemeinsame Töchter hat.

## Filmografie (Auswahl)
- 1970: Die Sünde des Abbé Mouret (La faute de l'abbé Mouret)
- 1976: Ein Hauch von Zärtlichkeit (Si c’etait a refaire)
- 1976: Im Scheinwerferlicht (Lumière)
- 1977: Ein anderer Mann, eine andere Frau (Une autre homme, une autre femme)
- 1978: Das Freudenhaus in der Rue Provence (One, Two, Two : 122, rue de Provence)
- 1979: Die Damen von der Küste (Les Dames de la côte)
- 1979: Mädchenjahre (L'adolescente)
- 1981: Ein jeglicher wird seinen Lohn empfangen… (Les uns et les autres)
- 1982: Evas Töchter (Le Chef de famille)
- 1983: Die öffentliche Frau (La Femme publique)
- 1983: Edith und Marcel (Edith et Marcel)
- 1983: Tödliche Spur (Le faucon)
- 1983: Verheiratet mit einem Toten (J’ai épousé une ombre)
- 1985: Liebe und Gewalt (L’Amour braque)
- 1989: Die große Kapriole (La Grande cabriole)
- 1990: So sind die Tage und der Mond (Il y a des jours... et des lunes)
- 1993: Alles für die Liebe (Tout ça... pour ça!)
- 1996: Das Herz der Quote (Cœur de cible)
- 1998: Dinner für Spinner (Le Dîner de Cons)
- 2008: Ein Mann und sein Hund (Un homme et son chien) (auch Regie)
- 2011: Das Wunder von Lourdes (Je m'appelle Bernadette)
- 2013: Der Fluch des Edgar Hoover (La Malédiction d'Edgar) (als Erzähler)
- 2020: Demain nous appartient (Fernsehserie, 9 Folgen)